# Urban Symphony
Urban Symphony est un groupe estonien composé des quatre artistes féminines Sandra Nurmsalu, Mann Helstein, Mari Möldre et Johanna Mängel. Le groupe a participé au Concours Eurovision de la chanson 2009, et, cette année-là, terminé 6e, ce qui constitue, pour l'Estonie, son meilleur classement depuis 2002. Le score obtenu alors a été de 129 points, deuxième meilleur score de l'Estonie après celui de 2001. Selon des sources non officielles, après le peu de succès obtenu par leur single Skorpion, le groupe se serait séparé, Sandra restant en Estonie pour élever sa fille (née le 26 juillet 2010), tandis que les trois autres membres seraient parties poursuivre des études en différents pays étrangers.

## Histoire
En automne 2007, Sandra Nurmsalu a pris part aux concours de chant pour les jeunes talents appelé « 2 takti Ette », organisé tous les deux ans par la télévision estonienne (Televisioon Eesti), et diffusée à l'échelle nationale. Pendant la semaine du concours, les participants ont été chargés de former des groupes, chacun devant produire sa propre performance. Sandra avait étudié le violon pendant deux ans à l'École de musique de Georg Ots, et avait auparavant adapté la chanson "Nothing Else Matters" de Metallica pour une chaîne de jeu d'école. Sandra s'était tournée vers son ancienne école, où elle fut initiée à l'alto par Mann Helstein, au violoncelle par Johanna Mängel, à la contrebasse par une artiste féminine, et au clavecin par un musicien homme.
Le groupe chanta la chanson Hungry de Kosheen, et le résultat de leur performance télévisée, ainsi que celui de la vidéo live enregistrée, furent jugés satisfaisants. À la suite de cette expérience, Sandra, Mann et Johanna convinrent de poursuivre leur collaboration. Johanna introduisit alors dans le groupe la nouvelle violoncelliste Mari Möldre. 
Dans le même temps, le producteur de musique Sven Lõhmus invita le groupe à travailler avec lui. Le premier enregistrement de l'équipe fut composé pour le concours de l'Eesti Laul: Rändajad, qui devint la sélection estonienne pour le Concours Eurovision de la chanson 2009. 
Lors du concours du Concours Eurovision de la chanson 2009, la chanson figurait brillamment en 6e place, avec 129 points. Pour ce projet, Marilin Kongo et Mirjam Mesak avaient rejoint le groupe pour chanter les chœurs.
Le groupe écrivit aussi les chansons Païkese poole et Skorpion, et a repris le titre Crying in the Rain.

## Membres
La chanteuse principale d'Urban Symphony est Sandra Nurmsalu. À 23 ans, Sandra a deux passions : le chant et le violon. Urban Symphony lui aura donné la chance de combiner ces deux passions. Dix ans d'études de musique classique en tant que violoniste l'ont également amenée aux racines de la musique folk estonienne - pendant sept ans, elle a joué et chanté dans le groupe folklorique Pillipiigad, donnant nombreux concerts et spectacles dans des festivals à travers l'Estonie et en Europe. Pendant trois ans, elle fit aussi partie du groupe folklorique Virre.
Mari Möldre, 18 ans, a commencé à pratiquer le violoncelle dès l'âge de six ans. Malgré son jeune âge, elle s'est toujours consacrée à la musique : outre le violoncelle, elle fut attirée par le chant et le piano, prenant part à divers projets et faisant partie de plusieurs collectifs musicaux. De nombreux spectacles l'ont amenée à différents endroits dans le monde, y compris l'Australie. Dans les moments où Marie a pu laisser un peu de côté ses activités scolaires et la musique, elle s'est beaucoup intéressée à l'architecture et au dessin.
Mann Helstein est la joueuse d'alto d'Urban Symphony. Elle a commencé ses études de violon à l'âge de dix ans. Aujourd'hui, à 23 ans, Mann, en tant que membre de divers orchestres internationaux, a voyagé dans toute l'Europe. En plus de ses activités musicales, elle étudie actuellement la qualité et la gestion environnementales.
Johanna Mängel, après son départ, a été remplacée par Silvia Ilves, qui  commença ses études de violoncelle à l'âge de six ans (elle en a actuellement 18).
Le producteur Sven Lõhmus avait eu une expérience précédente en inscrivant à l'Eurovision, sans grand succès, le titre "Let's Get Loud" Concours Eurovision de la chanson 2005, tenu à Kiev. 
Marilin Kongo avait aussi terminé 8e avec son entrée "Be First" dans Eurolaul 2006, la sélection estonienne pour le Concours Eurovision de la chanson 2006. La choriste Mirjam Mesak a soutenu les chœurs de Gerli Padar sur la scène du Concours Eurovision de la chanson 2007.

## Ancien membre
Johanna Mängel a 21 ans et ses études de violoncelle ont été une partie de sa vie pendant douze ans. En dehors de ses études de musique classique et grâce à sa curiosité inhérente, Johanna a joué du violoncelle, non seulement dans différents orchestres locaux et internationaux, mais aussi dans des groupes de rock, bien connue Estonie: Aides bandes, Slide-Cinquante, Vennaskond. En plus de jouer des instruments de musique, Johanna est intéressée à la composition de la mode musicale et cinématographique, et elle écrit aussi des critiques d'événements musicaux différents pour des magazines de musique.

## Eurovision 2009
Elles ont représenté l'Estonie lors de la finale du Concours Eurovision de la chanson 2009 à Moscou, le 16 mai 2009, avec sa chanson Rändajad (Les voyageurs), interprétée en estonien. La chanson finit troisième, avec 113 points, lors de la deuxième demi-finale qui a eu lieu le 14 mai, et obtient la sixième place au classement final avec 129 points.

## Discographie

### Singles
| Année | Single          | Position dans les charts | Position dans les charts | Position dans les charts | Position dans les charts | Position dans les charts | Position dans les charts | Position dans les charts | Album |
| Année | Single          | EST                      | SWE                      | FIN                      | BEL (Wallonie)           | SUI                      | GRE                      | UK                       | Album |
| ----- | --------------- | ------------------------ | ------------------------ | ------------------------ | ------------------------ | ------------------------ | ------------------------ | ------------------------ | ----- |
| 2009  | "Rändajad"      | 3                        | 14                       | 10                       | 68                       | 86                       | 8                        | 117                      | TBA   |
| 2009  | "Päikese poole" | 12                       | —                        | —                        | —                        | —                        | —                        | —                        | TBA   |
| 2010  | "Skorpion"      | 11                       | —                        | —                        | —                        | —                        | —                        | —                        | TBA   |